# キャスパー・ベゲルンド
キャスパー・ベゲルンド（Kasper Bøgelund Nielsen, 1980年10月8日 - ）は、デンマーク・オーデンセ出身の元同国代表サッカー選手。現役時代のポジションはRSB。

## 経歴

### クラブ
フュン島のオーデンセに生まれ、地元のオーデンセBKの下部組織でサッカーを始める。1997年3月、PSVアイントホーフェンのゼネラルマネージャーをしていた同郷のフランク・アルネセンのスカウティングによりPSVと契約した。1998年1月にPSVでの選手生活をスタートさせ、2年のリザーブチームでのプレーを経て2000年3月にエリック・ゲレツ監督の下トップチームデビューした。2001-02シーズンは24試合に出場して飛躍的な成長を遂げ、2002-03シーズンにはエールディヴィジ優勝を果たした。2004年秋の負傷によりクラブと代表でポジションを失い、クラブではアンドレ・オーイェルがレギュラーとなった。2005年にはエールディヴィジとKNVBカップの2冠を達成した。
2005年夏、ドイツ・ブンデスリーガのボルシア・メンヒェングラートバッハに移籍した。8月27日のシャルケ04戦のゴールはドイツ公共放送連盟による年間最優秀ゴールに選ばれた。

### 代表
オーデンセBK在籍時にはデンマークの各アンダー代表でキャプテンを務め、1996年にはU-17デンマーク最優秀選手に選ばれた。2002年2月にはモアテン・オルセン監督率いるデンマーク代表に招集された。同年夏の日韓ワールドカップには控えとして4試合中2試合に出場した。2004年のUEFA EURO 2004はふたたび控えとして出場した。

## 所属クラブ
- 2000-2005  PSVアイントホーフェン
- 2005-2008  ボルシア・メンヒェングラートバッハ
- 2008-2012  オールボーBK

## 代表歴

### 出場大会
- デンマーク代表
  - 2002 FIFAワールドカップ

### 試合数
- 国際Aマッチ 17試合 0得点（2002年-2008年）[1]

| デンマーク代表 | 国際Aマッチ | 国際Aマッチ |
| 年             | 出場        | 得点        |
| -------------- | ----------- | ----------- |
| 2002           | 6           | 0           |
| 2003           | 2           | 0           |
| 2004           | 6           | 0           |
| 2005           | 0           | 0           |
| 2006           | 0           | 0           |
| 2007           | 1           | 0           |
| 2008           | 2           | 0           |
| 通算           | 17          | 0           |

## タイトル
PSVアイントホーフェン
- エールディヴィジ (2003, 2005)
- KNVBカップ (2005)